# Phalonidia chlorolitha
Phalonidia chlorolitha es una especie de polilla del género Phalonidia, categorizada en la tribu Cochylini, de la subfamilia Tortricinae.
Fue descrita por Meyrick en 1931 y publicada en Exotic Microlepid. 4: 157. Se distribuye por Asia: Japón, en la ciudad de Sapporo.